# Anison Days
『Anison Days』（アニソン・デイズ）は、BS11で放送されているアニメソングをテーマとした音楽番組。本項では文化放送で放送されていた関連音楽番組『Anison Days+』（アニソン・デイズ・プラス）についても記述する。

## 概要
人々の心と時代を彩ってきたアニメソングの歴史と楽曲の魅力を様々な角度から紐解く音楽番組として、MCの森口博子とサブMCの酒井ミキオが多彩なゲストとともに番組オリジナルアレンジによるスタジオ生ライブや楽曲の秘密を掘り下げるアーティストトークを繰り広げる。2017年5月27日に単発特番として放送され、同年7月よりレギュラー放送。
スタジオライブではゲスト歌手が1〜2曲、森口が1曲、酒井とバックバンド「ミッキーバンド」が1曲を披露する。ゲストは自分の持ち歌に限らず、その週のテーマに沿った思い出に残るアニメソングを選ぶ場合もあり、このほかゲストと森口がデュエットを披露することもある。トークパートでは酒井が特徴的な曲の構成をキーボードで弾きながら解説するときもある。
MCの森口はゲストの人選にも積極的に関わり、木根尚登や岸谷香、荻野目洋子らに自ら出演をオファーし気に入った曲は作詞・作曲家の情報も調べ上げた知識も駆使し、トークを盛り上げている。また、番組担当の大和田智之は生演奏と生歌にこだわりベタにならない人選と選曲で差別化を図る方針を述べている。
基本的には5〜7週ほど放送したあと、それらのダイジェスト回が1回入る周期で放送されている。2018年1月からは、BS11オンデマンドにて放送後2週間の見逃し配信を開始した。2022年からは1週に短縮されている。BS11では基本的に再放送はされないが、クール毎の番組再編時に何度か再放送された例がある。
2023年7月から特に反響の大きかった回を中心としたセレクション放送が決定した。
2019年6月3日放送分で放送回数が100回、2021年5月14日放送分で200回。2023年4月28日放送分で300回を迎えた。
2020年9月11日からはランティスとの共同企画として、若手女性声優4人がランティスの楽曲を本番組のセットで酒井によるコーラスアレンジで歌う『Anison Days × L』をランティス公式YouTubeチャンネルで開始、あわせて本番組にも準レギュラーとして出演し毎月1回コーラスパートも担当する。

## 出演者
MC
- MC：森口博子
- サブMC・ピアノ演奏：酒井ミキオ

バックバンド
- ドラムス・パーカッション：渡辺純也（～第179回）,うすいひろあき（第180回～）
- ギター：山口俊樹
- ベース：ha-j

コーラス
準レギュラー、2020年9月11日より。4人のうちのいずれかが出演。2021年1月にコーラスユニット「ヒーラーガールズ」を結成、活動を行っている。
- 礒部花凜
- 熊田茜音
- 堀内まり菜
- 吉武千颯